# Пуче
Пуче (словен. Puče) — поселення в общині Копер, Регіон Обално-крашка, Словенія. Висота над рівнем моря: 237,1 м.